# Ngalando
Ngalando est un village du Cameroun, situé dans la région de l'Est et dans le département de la Kadey. Il est localisé dans la commune de Ndelele. 

## Population
Ngalando fait partie du canton kaka mbessembo. En 1965, dans le village de Ngalando, 133 habitants sont recensés, principalement des kaka. 
Le recensement de 2005 y dénombre 92 habitants dont 30 de sexe masculin et 55 de sexe féminin.